# سیاوش (فیلم)
سیاوش فیلمی به کارگردانی و نویسندگی سامان مقدم و تهیه‌کنندگی مرتضی شایسته محصول سال ۱۳۷۷ است. این فیلم در مهر ۱۳۷۸ بر روی پرده سینما رفت و ۱۸۳ میلیون تومان در سینماهای تهران فروش کرد.

## خلاصه داستان
«سیاوش امین» نوازندهٔ معروف که پدر خود را در جنگ از دست داده‌است، پس از ازدواج مجدد مادرش دچار اختلالات عاطفی شده، و با دختری بنام هدیه آشنا می‌شود. غلامرضا امین پدر سیاوش که همگان تصور کردند در جنگ کشته شده، با آزادی اسرای ایرانی به کشور بازمی‌گردد ولی خود را به خانواده معرفی نمی‌کند. مادر سیاوش در جریان آزادی اسرای ایرانی، از زنده بودن غلامرضا مطلع شده و سیاوش را آگاه می‌سازد ولی سیاوش که با شرایط روحی سابق خود خو گرفته بود پس از شنیدن خبر زنده بودن پدرش دچار مشکلات روحی می‌شود. پدر سیاوش با پی بردن به مشکل عاطفی فرزندش و خطری که او را تهدید می‌کند، پس از ملاقات با سیاوش خود را دوست غلامرضا معرفی کرده و خبر کشته شدن غلامرضا امین را به سیاوش می‌دهد.

## بازیگران
- هدیه تهرانی در نقش هدیه
- علی قربان‌زاده در نقش سیاوش
- مهدی خیامی در نقش رامین
- رحمان باقریان در نقش اسیر
- پوراندخت مهیمن در نقش مادر سیاوش
- رامین راستاد در نقش حمید
- الهام جعفرنژاد
- حسین بخشی پور
- بابک مبشر
- حمید بیانی
- سعید بزرگی
- مهران سازنده
- علی رازمندان
- بهرام صدقیان
- شاهرخ پورقیاسی
- هومن منصوری
- منوچهر کیا
- شهرام پورقیاسی
- حسین افشار
- سارا طاهری
- کوروش جهانشاهی
- پیام پارسا
- عباس قاجار
- مهدی میکائیلی
- محمود نزهت سرشت
- شهرام فرهنگی
- هومان ناظم رضوی
- فرهنگ ملک
- آرش سرخوش
- حامد حافظیان
- میلاد صابری
- مجتبی احمدی
- فرشته رازانی
- مرجان محمدی
- فاطمه حسنلو
- علیرضا بهزادی پور

## جشنواره‌ها
فیلم سیاوش در سومین و چهارمین دوره جشن خانه سینما شرکت کرده‌است: